# L–410 Turbolet
Az L-410 Turbolet a Let Kunovice csehszlovák repülőgépgyártó vállalat által kifejlesztett, 19 személyes, két légcsavaros, gázturbinával felszerelt, felsőszárnyas utasszállító repülőgép. 
Az 1969-es első felszállása óta 1138 darabot gyártottak belőle, továbbfejlesztéseivel, modernizálásával közkedveltté vált az idők folyamán. Személy- és teherszállításra egyaránt alkalmazzák polgári és katonai üzemeltetők.

## Története
A fejlesztés a szovjet Aeroflot igényei szerint kezdődött el, az An–2-t kívánták leváltani egy gázturbinás repülőgéppel. A fejlesztési tervezet típusjele L–400-ként indult, majd a módosítások során L–410-re módosult. Az első prototípus, típusjele XL–410, 1969. április 16-án szállt fel. Mivel az eredetileg tervezett cseh Walter M601 légcsavaros gázturbina fejlesztése késett, a prototípus és az első sorozatban gyártott példány a Pratt & Whitney Canada PT6A–27 gázturbinákkal repült. Az M601 elkészülte után ezeket építették be, amik háromtollú Avia V508 légcsavart hajtottak. Az új változatot L–410M jelzéssel gyártották.
A legyártott példányszámból körülbelül 500 darab van szolgálatban, közülük kb. 40 Európában. A legtöbb a Szovjetunióban repült, de Afrikában, Ázsiában és Dél-Amerikában is teljesítenek szolgálatot.

## Típusváltozatok

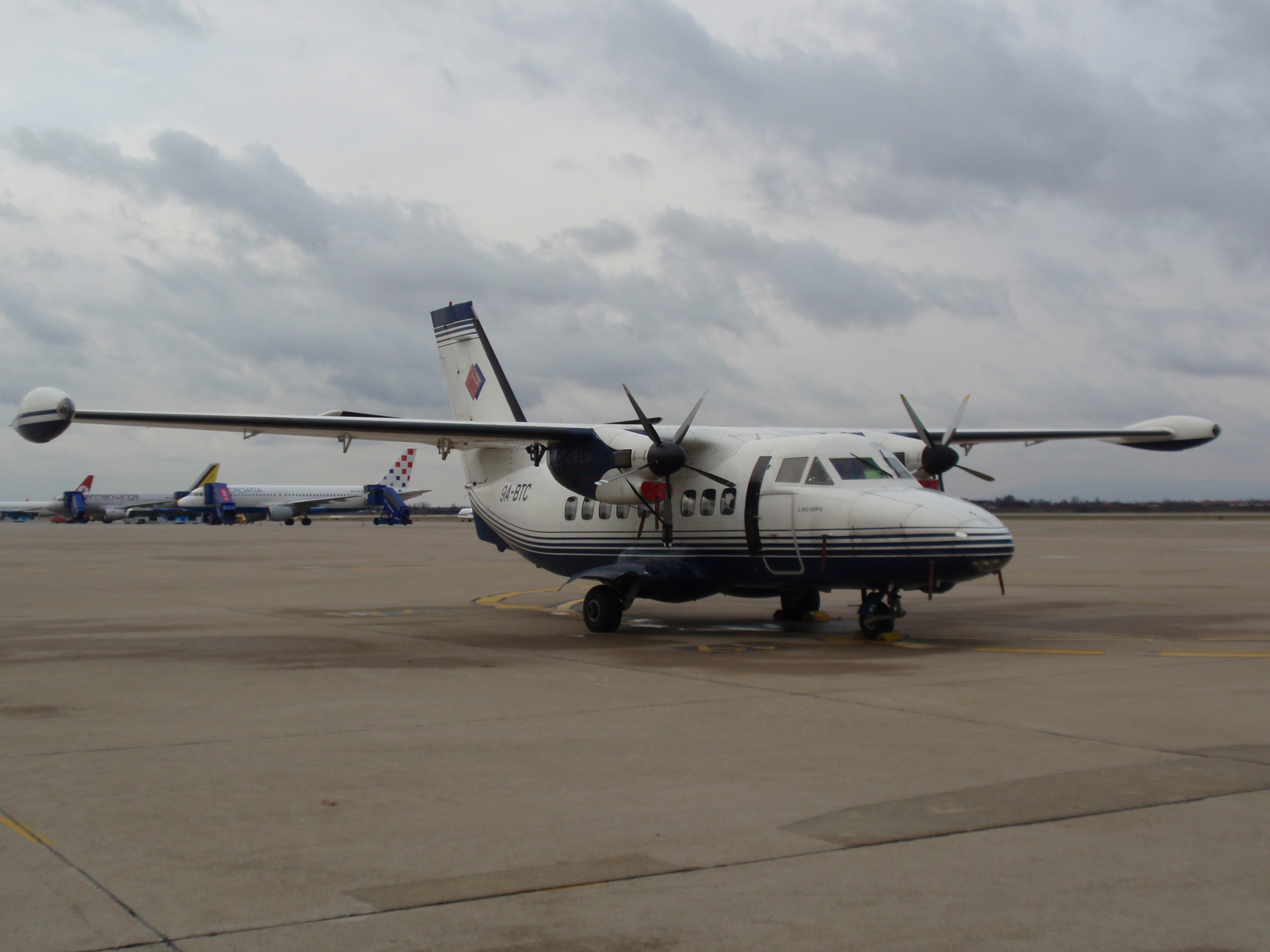
Egy horvát tulajdonú L–410UVP–E. Jól láthatóak a törővégekre szerelt póttartályok és az ötágú légcsavarok

- XL–410 – prototípus, 3 darab épült.
- L–410A – az első sorozat, Pratt & Whitney PT6A–27 légcsavaros gázturbinákkal szerelték. 12 darab épült.
  - L–410AB – négytollú légcsavarral szerelt változat.
  - L–410AF – légi fényképezésre átalakított változat, magyarországi megrendelésre.
  - L–410AG – módosított belső felszerelésű változat.
  - L–410AS – A Szovjetunió megrendelésére épített tesztváltozat, 5 darab épült belőle.
  - L–410FG – fotogrammetriai repülésekre felkészített változat.
- L–410M – második sorozat Walter M601A gázturbinákkal szerelve.
  - L–410AM – erősebb M601B hajtóművekkel szerelve, ismert még L–410MA és L–410MU-ként is.
- L–410UVP – harmadik sorozat, komolyabb módosításokkal: legfontosabb módosítás a raktérben történt, a szárnyfesztávolságot 0,80 m-rel megnövelték, M601B hajtóművekkel szerelték fel és magasabb függőleges vezérsíkot kapott. Az UVP a rövid fel- és leszállási úthosszra használt orosz rövidítés (ukorocsennaja vzljot-poszadka, укороченная взлёт-посадка.
  - L–410UVP–S – az UVP szalon változata, módosított bejárati ajtóval.
  - L–410UVP–E – módosított M601E hajtóművekkel és öttollú légcsavarokkal szerelték fel, továbbá kiegészítő üzemanyagtartályokat építettek a törővégekre. Ez javítja, csökkenti a szárny légellenállását is, a szárnyvégfülhöz hasonlóan.
  - L–410T – teherszállító változata az UVP-nek, megnövelt rakodóajtóval ellátva (1,25 m×1,46 m). Képes 6 hordágyat és egy orvost, vagy 12 ejtőernyőst szállítani, illetve 1 tonna össztömegben konténer-árut.
- L–420 – külsőre az L–410UVP–E-re hasonlít, azonban újabb M601F gázturbinával lett felszerelve.
- L–410NG – az L–410 UVP–E20 változaton GE H80–200 légcsavaros gázturbinával felszerelt modernizált, 19 személyes repülőgép. A törzs orr-részét meghosszabbították. 2015-ben repült először, 2018-ban kezdődött el a sorozatgyártása.[2]

## Megrendelő és üzemeltető országok
- Brazília
- Kongói Demokratikus Köztársaság
- Magyarország
- Ukrajna – Air Ukraine
- Nepál
- Üzbegisztán – Uzbekistan Airways (3 db)[3]
- Chile – Aerocardal (L–410 NG változat, 2024-ben üzembe állítva)[4]